# John Howland Rowe
John Howland Rowe (* 10. Juni 1918 in Sorrento, Maine; † 1. Mai 2004 in Berkeley, Kalifornien) war ein bedeutender US-amerikanischer Anthropologe und Archäologe.
Er ist der Sohn von Louis Earle Rowe und dessen Frau Margaret Talbot Jackson, die eine Großnichte der Sozialwissenschaftlerin und Hochschullehrerin Marion Talbot war. Aus der ersten Ehe mit Barbara Burnett gingen die beiden Töchter Ann Pollard Rowe und Lucy Burnett Rowe hervor, in zweiter Ehe war er verheiratet mit Patricia Lyon.

## Werdegang

### Kindheit und Jugend
Bereits im Alter von drei Jahren wollte John H. Rowe Archäologe werden. Sein Vater war Direktor der bekannten Rhode Island School of Design in Providence (Hauptstadt des US-Bundesstaates Rhode Island) und hatte sich selbst immer gewünscht, Archäologe zu sein; ihm war einmal ein Aufenthalt in Ägypten vergönnt, zusammen mit dem Ägyptologen George Andrew Reisner, der Familie Rowe gelegentlich besuchte.
Von Anfang an erwies sich der Junge als sehr selbständig und gar widerwillig gegenüber Autoritäten. So machte er bereits als Zehnjähriger eigenständige ernsthafte Erkundungen römischer Ruinen, als sich seine Familie für ein Jahr in Rom aufhielt.

### Studium und erste Lehrtätigkeit
1935 schrieb sich John Rowe an der renommierten Brown University für das Studienfach klassische Archäologie ein und studierte dort bis 1939; dem fügte er von 1939 bis 1941 ein Anthropologie-Studium an der Harvard University an. Gleich im Anschluss daran leitete er von 1941 bis 1943 archäologische Forschungen in Peru, verbunden mit einer ersten Lehrtätigkeit im peruanischen Cuzco, der einstigen Inka-Hauptstadt. Dort bot er u. a. einen Kurs für Linguistik an; denn über Archäologie und Anthropologie hinaus hatte er auch das Studium von Texten betrieben, weil ihm auch die Linguistik sehr wichtig gewesen war. (Der Erwerb von Kompetenzen in diesem Bereich kam ihm bereits wenige Jahre später zugute, denn sie bildeten wohl die entscheidende Grundlage dafür, die neu geschaffene Stelle der University of California, Berkeley für Archäologie und Linguistik übernehmen zu können: Er war als einziger in der Lage, beides zu lehren und erhielt die Berufung auf diesen Posten.) Diesen ersten Peruaufenthalt finanzierte Rowe durch Preise, die er erhalten hatte für entsprechend erfolgreich abgelegte Prüfungen in Latein und Griechisch.

### Unterbrechung der wissenschaftlichen Tätigkeit
Wiederum zwei weitere Jahre, 1944–1946, verbrachte er bedingt durch den Zweiten Weltkrieg dann jedoch in Europa im Militärdienst, wo er als Sergeant der U.S. Combat Engineers eingesetzt war. Er nutzte diese Zeit allerdings auch für die Linguistik: So analysierte er beispielsweise das Armenisch, das einer seiner Kameraden sprach, welcher zur zweiten Ausländergeneration gehörte.

### Forschungsauftrag in Kolumbien und Abschluss des Doktorats
In den darauffolgenden drei Jahren bis 1948 arbeitete er dann für die amerikanische Smithsonian Institution in Kolumbien zur Ethnographie des Volkes der Guambía (auch Misak genannt). Gleichwohl hatte er sich 1946 zwischendurch wieder nach Harvard begeben, um seine Doktorarbeit über lateinamerikanische Geschichte abzuschließen und 1947 zur Anthropologie.

### Professor in Berkeley
Im Jahr 1948 nahm Rowe dann seine Lehrtätigkeit an der University of California in Berkeley auf, die er bis zu seiner Emeritierung 1988 wahrnahm. Weitere Forschungen setzte er allerdings fort bis zur Verschlechterung seiner Parkinson-Erkrankung wenige Jahre vor seinem Tod.

## Bedeutung

### Rowes Aufbau von anthropologischen Instituten und Bibliotheken
Die besonderen Verdienste von John H. Rowe liegen u. a. beim Aufbau dreier anthropologischer Institute bzw. entsprechender Bibliotheken:
- in Cuzco (Peru);
- in Popayán (Kolumbien), zzgl. der anthropologischen Bibliothek;
- Bibliothek des anthropologischen Institutes der University of California in Berkeley, die heutige George and Mary Foster Anthropology Library; diese umfasst mittlerweile über 70.000 Bände.

### Wissenschaftliche Arbeiten
Sein umfangreiches Schrifttum aus sechs Jahrzehnten verfasste er nicht nur auf Englisch, sondern zu großen Teilen auch auf Spanisch. Dabei publizierte er seine erste Arbeit bereits 1940, als 22-jähriger Student: Anhand eigenständiger Ausgrabungen der Waterside shell heap in Maine trug er zur Klärung der Stratigraphie der Umgebung bei. Gleichwohl war dies nicht sein einziges Engagement in dieser Hinsicht gewesen, denn als Mitbegründer eines studentischen Vereins für Ausgrabungen betätigte er sich auch in Massachusetts und Florida.
Unter seinen mehr als 300 wissenschaftlichen Veröffentlichungen ragt nicht nur seine Arbeit aus dem Jahr 1946 zur Kultur der Inka während der Zeit der Spanischen Eroberung heraus („Inca culture at the time of the Spanish conquest. In Handbook of South American Indians, Vol. 2, pp. 183–330, pls. 77–84“). Sein Beitrag in diesem 5000-Seiten-Handbuch ist wohl unübertroffen. Und die 1957 vorgelegte 45-seitige Arbeit über die Inkas unter der spanischen Herrschaft hat ebenfalls einen geradezu internationalen Maßstab gesetzt („The Incas under Spanish colonial institutions. Hispanic American Historical Review, vol. XXXVII, no. 2, May, pp. 155–199“).

### Beachtliche linguistische Beiträge
Seine sprachlichen Fähigkeiten stellte Rowe maßgeblich auch im Jahr 1950 unter Beweis, als er eine seiner ersten linguistischen Arbeiten vorlegt, welche Klangmuster in Inka-Dialekten zum Thema hat: „Sound patterns in three Inca dialects. International Journal of American Linguistics, vol. 16, no. 3, July, pp. 137–148“. Darüber hinaus gilt John Rowe aber auch als ausgewiesener Kenner des Quechua, jener Sprache der Inkas, die in verschiedenen Varianten auch heute noch in den südamerikanischen Anden gesprochen wird.

## Ehrungen und Auszeichnungen
- 1957: Robertson Prize der American Historical Association
- 1968: Oficial de la Orden „El Sol del Perú“ (damit ist er einer von insgesamt nur zwei US-Bürgern, denen diese Auszeichnung bisher zuteilgeworden ist)
- 1981: Gran Cruz de la Orden „Al Mérito por Servicios Distinguidos“ (Peru)
- 1988: Berkeley Citation (höchste Auszeichnung der Universität Berkeley)

## Mitgliedschaften
- Fellow der Society of Antiquaries of London (SAL)
- Corresponding Member der Academia Nacional de la Historia, Lima, Peru
- Corresponding Member des Deutschen Archäologischen Instituts
- Mitglied der Société des Américanistes de Paris
- Honorarprofessor an der Pontificia Universidad Católica del Perú, Lima (1996)